# Pálí
Pálí je některými badateli považován za středo-indoárijský prákrt (široká skupina jazyků starověké Indie). Patří k nejslavnějším prákrtům, jelikož jsou v něm sepsány texty théravádového buddhismu (známé jako pálijský kánon nebo Tipitaka), celý kánon byl sepsán na Srí Lance v 1. století n. l.
Pálí je psáno v mnoha druzích písma – bráhmí, dévanágarí a dalších typech indického písma, dokonce i v latince. Přepis do latinky byl navržen T.W.Rhys Davidsem, zakladatelem Pali Text Society.

## Původ jazyka a jeho vývoj
Slovo pálí samo znamená „řádek“ nebo „(kanonický) text“, z čehož vyplývá, že název pro tento jazyk má původ v komentářové tradici théravádového buddhismu. Tehdy výraz pálí (ve smyslu citovaného řádku původního textu) označoval komentovaný text, který byl odlišný od komentářů (atthakatha) nebo dialektu, který v rukopisu za původním textem následoval. Každopádně otázka původu jazyka pálí způsobila mnoho horlivých debat mezi učenci všech dob. Stejně tak se liší i názory, jak by mělo být slovo pálí vyslovováno. Existují čtyři různé způsoby výslovnosti a všechny můžeme najít v učebnicích pálí.
Je nejisté, jestli pálí bylo vůbec někdy mluveným jazykem, který lidé používali ke vzájemné komunikaci. Každopádně pálí je a bylo jazykem, ve kterém théravádoví buddhisté recitují. V současné době se řadí mezi literární jazyky.
V théravádové tradici se věří, že Gótama Buddha hovořil buď hovorovou magadhštinou, nebo jiným středoindickým indoárijským dialektem, který byl jazykem obyvatel Benárésu (dnes Váránasí) v severovýchodní části střední Indie. Pálí je považováno za jazyk podobný staré magadhštině (Magadhí) nebo některému přímému pokračovateli tohoto jazyka. Mnoho théravádových pramenů spojuje pálí se starou magadhštinou či jazykem Magadhska. Také mnozí badatelé považují pálí za druh magadhského dialektu, jenž mohl být mateřštinou Buddhy a možná sloužil jako hovorová řeč magadhské elity. Podobně Walleser v něm vidí mluvu Pátaliputty (dnešní Patna) hlavního města Magadhska. Avšak nápisy nalezené v oblasti bývalého Magadhska ukazují patrné rozdíly mezi pálí a tímto prákrtem. Zatímco magadhština je východoindický jazyk, pálí více připomíná západoindické nápisy. Rhys Davids zastává názor, že pálí představovalo dialekt Kósaly na severovýchodě ganžské kotliny. Lamotte zastává názor, že pálí je středoindický dialekt, tedy jeden ze starých prákrtů. Nicholas Ostler tvrdí, že jazyk pálí musel vzniknout jako buddhistická kreolština v důsledku kompromisu nejrůznějších prákrtů buddhistických mnichů. Oskar von Hinuber spekuluje, že pálí možná vzniklo jako forma lingua franca nebo jako obchodní jazyk používaný v době Ašókovy říše, čili v době rozšíření buddhismu na Srí Lanku (podle buddhistických pramenů vyslal na Srí Lanku císař Ašóka mnichy vedené svým synem arahantem Mahindou). Pálí bylo již tehdy zcela zřejmě literární jazyk, který byl používán k záznamu celé Tipitaky. Poté co byl pálijský kánon přenesen na Srí Lanku, byl stále uchováván jako celek v pálí, zatímco komentářová tradice, která ho doprovázela (dle informací poskytnutých Buddhaghósou) byla přeložena do sinhálštiny a uchovávána v místních jazycích po několik generací.
Avšak na indické pevnině bylo nakonec pálí nahrazeno sanskrtem, literárním a náboženským jazykem po sestavení klasického sanskrtu učencem Páninim. Pálí na Srí Lance vstoupilo do období úpadku pravděpodobně kolem 5. století n. l. (zatímco význam sanskrtu na pevnině vzrůstal), ale nakonec přežilo. Dílo Buddhaghósovo neslo zásadní podíl na znovuoživení pálí jako významného jazyka buddhistických učenců. Vissudhimagga a další komentáře, které Buddhaghósa zkompiloval, kodifikovaly a završily sinhálskou komentářovou tradici, která byla uchovávána a rozšiřována na Srí Lance od 3. století.
V současné době je pálí studováno hlavně jako prostředek k získání přístupu k buddhistickým textům a je v něm recitováno při rituálech théravádového buddhismu. Světská pálijská literatura jako kroniky, lékařské texty a nápisy má také obrovský historický význam. Velká centra výuky pálí se nacházejí v tradičních théravádových zemích jako Srí Lanka a v zemích jihovýchodní Asie jako Myanmar, Thajsko, Laos a Kambodža. Úpadek pálijské učenosti na indickém subkontinentu byl završen muslimským vpádem do Indie ve 12. století. Od 19. století nejrůznější společnosti pro obnovení studia pálí v Indii začaly strhávat pozornost na jazyk a jeho literaturu, snad mezi nejvýznamnější patří Maha Bodhi Society založená Anagárikou Dharmapálou.
V Evropě Pali Text Society se sídlem ve Velké Británii byla hlavní silou v prosazování studia pálí mezi západními učenci od jejího založení v roce 1881. Společnost publikovala romanizované edice pálí společně s mnoha anglickými překlady těchto pramenů. Jedním z důvodů založení Pali Text Society byla snaha kompenzovat nedostatek finančních prostředků shromažďovaných ke konci 19. století v Anglii na rozvoj indologie. Anglie nebyla zdaleka tak mocná ve studiu sanskrtu a prákrtských jazyků jako Německo, Rusko nebo dokonce Dánsko. Mnozí jsou toho názoru, že taková situace přetrvává dodnes. Bez inspirace pocházející z držby kolonií (např. Brity okupovaná Srí Lanka a Barma) instituce jako Dánská královská knihovna vybudovaly významnou sbírku pálijských rukopisů a silnou tradici studia pálí.

## Slovní zásoba
Pálí sdílí obecnou etymologii pro prakticky každé slovo v jazyce s ostatními středo-indoevropskými jazyky (např. džinistickými prákrty – tj. jazyk v němž je sepsán džinistický kánon). Vztah k ranému sanskrtu (popř. jazyku Véd) je méně přímý a více komplikovaný; podobnost jazyka pálí k sanskrtu je často přeceňována jeho srovnáváním s nedávnou sanskrtskou poezií – přičemž ta je ovlivněna jazykem pálí a staletími dalšího vývoje středo-indoevropského jazyka. Z historického hlediska bylo pociťováno ovlivňování mezi sanskrtem a pálí jako obousměrné. Např. to je zřetelně zjevné na příkladu Ašvaghóši, v pálí vzdělaného buddhistického mnicha, který se stal prvním autorem sanskrtského druhu poezie tzv. kavja, která měla následně velký vliv na poezii psanou v sanskrtu. Sanskrtské postbuddhistické školy jako Šankárova Védanta byly podobně přímo ovlivněny jak buddhistickou filozofií a argumentací, tak průvodním vlivem Pálí na samotný jazyk sanskrt.
Postkanonické pálí (tj. pálí z doby po sestavení pálijského kánonu) ukazuje některá přímá osvojení technického slovníku ze sanskrtu a několik vypůjčených slov z místních jazyků v zemích, kde pálí bylo používáno (např. na Srí Lance byla přidána do pálí sinhálská slova). Tato použití cizích slov odlišuje pálí nalézané v Suttapitace od pozdějších kompilací, jako jsou komentáře k pálijskému kánonu nebo lidové Džátaky. Na základě těchto vypůjčených slov se provádí srovnávací studie a datování jednotlivých textů.
Skutečnost, že pálí nebylo výlučně používáno ke sdělování Buddhova učení, je zřetelná z existence mnoha světských textů, jako např. knih o lékařské vědě, a z lékařských instrukcí. Avšak ze zcela jasných důvodů byl odborný zájem o pálí na Západě zaměřen na náboženskou a filozofickou literaturu.
V kontextu náboženských spisů podobně znějící slova sanskrtu mohou mít zcela odlišný význam než v pálí. Neustálé znovu-definování a znovu-objevování náboženského významu přiřazeného určitým klíčovým termínům (jako např. dharma/dhamma) bylo pramenem filozofických debat po mnoho století a buddhistické, džinistické a různé školy hinduismu měly konkurenční názory na hodnotu a význam těchto termínů.
Filozofie raného mahájánového buddhismu uchovaná v sanskrtu a buddhismus zaznamenaný v pálí jsou v mnoha ohledech vzájemně protikladné, i když z historických pramenů vyplývá, že tyto školy a tyto dva jazyky nebyly jediné, které se účastnily debat na buddhistickém poli. Sice se nedochovala buddhistická literatura v práktrském jazyku paišáči ( v pálí pésáčí), ale tento a ostatní jazyky byly spojeny s historicky doloženými specifickými filozofickými přístupy k buddhistické nauce (se specifickými sektářskými vlivy).
Je nutné zmínit, že stále existuje propast mezi filozofií raného buddhismu a souběžným brahmánským učením středoindické periody. Tyto rozdíly zahrnují i představy ohledně samotných posvátných jazyků. Zatímco o sanskrtských slovech se v hinduismu věří, že jsou součástí jevu, který popisují, naopak v buddhismu se o pálijských pojmech míní, že mají pouze konvenční význam. Sanskrt, pálí a džinistické prákrty byly v lidové literatuře příslušného regionu často popisovány jako jazyky, jimž hovořili bohové nebo významné duchovní osobnosti (dle théravádové tradice jazykem pálí hovořil Buddha) a zastánci těchto jazyků o nich tvrdili, že mají nadpřirozený původ nebo nadpřirozený účinek. Do dnes je v mnoha théravádových zemích rozšířena představa, že recitace některých veršů či sutt v pálí má zvláštní účinek, příkladem může být recitace Angulimálových veršů v pálí, o kterých se na Srí Lance věří, že mohou zmírnit porodní bolesti. V Thajsku je rozšířena víra, že recitace části Abhidhammapitaky je prospěšná nedávno zesnulým příbuzným a tato ceremonie běžně zabírá až sedm dní. Je zajímavé, že v pozdějších textech není nic, co by se vztahovalo k této thajské představě a původ tohoto zvyku je nejasný.

## Abeceda pálí
Historicky je doloženo, že první záznam pálijského kánonu byl pořízen na Srí Lance. Tento záznam vycházel z předchozí ústní tradice. Při převodu psaného pálí byl vytvořen univerzální systém hlásek, ale psané pálí je vyjádřeno ve mnoha druzích konkrétních písem, vlastně neexistuje nějaké „písmo pálí“. To často mýlí většinu euroamerických zájemců a badatelů, kteří mají tendenci předpokládat, že jedno písmo musí být spojeno s jedním fonetickým souborem fonémů (významovotvorná hláska v jazyce).
- Rané pálijské nápisy vytvořené během vlády císaře Ašóky byly psané v písmu bráhmí.
- Na Srí Lance byly texty zaznamenány v sinhálském písmu.
- další místní písma (nejvýznamnější barmské a thajské) byla používána k záznamu pálí v příslušných zemích a
- v 19. století byl zaveden standardní romanizovaný systém, aby bylo umožněno snadnější studium páli na Západě.
- Nedávno byly pálijské texty reprodukovány také v dévanágarí a mongolském písmu, aby tak bylo usnadněno rozsáhlejší studium.

## Příklady

### Číslovky
| Pálí  | Česky |
| eka   | jeden |
| dvi   | dva   |
| ti    | tři   |
| catu  | čtyři |
| pañca | pět   |
| cha   | šest  |
| satta | sedm  |
| aṭṭha | osm   |
| nava  | devět |
| dasa  | deset |

## Vzorový text
Atīte, Bārāṇasiyaṃ Brahmadatte rajjaṃ kārente, Bodhisatto sigālayoniyaṃ nibbattitvā...
...sigālarājā hutvā sigālagaṇaparivutto susānavane vihāsi.
Tena samayena, Rājagahe ussavo ahosi. Yebhuyyena manussā suraṃ pivanti. Surāchaṇo yeva kira so!